# RER B線
RER B線（エールウエール・ベーせん、フランス語: Ligne B du RER、通称: RER B）は、パリ交通公団（RATP）とフランス国鉄（SNCF）によって運営されているフランスの首都パリとその大都市圏（イル＝ド＝フランス地域圏）で運行されている地域急行鉄道網・RER（イル＝ド＝フランス地域圏急行鉄道網）の路線である。パリ近郊北部のシャルル・ド・ゴール空港第2TGV駅、ミトリー＝クレイ駅の各駅から、パリ中心部を経由し、パリ近郊南部のロバンソン駅、サン＝レミ＝レ＝シュヴルーズ駅までを南北に結ぶ。1977年に開業。

## 概要
B線は南北方向の幹線である。シャルル・ド・ゴール空港とオルリー空港を結ぶ役割や、パリ市内などから両空港へのアクセスを確保する役割もある。空港利用客を狙った強盗やスリといった犯罪が多発している路線であり、在フランス日本国大使館が被害事例を添えて注意喚起を行なっている。
B線の南部区間は、リュクサンブール駅をターミナルとして南方に伸びていたソー線 (Sceaux) を改良して使っている。パリ市内の地下新線は、リュクサンブール駅から北上してシャトレ-レ・アル (Chatelet les Halles) でA線と接続し、パリ北駅 (Gare du Nord) で在来の駅の地下に達している。
北部区間では、パリ北駅の先で地上に出て、パリ−ミトリ (Mitry) 線とオルネー (Aulnay) −ロワシーCDG (Roissy CDG) 線に接続している。1983年から、パリ市内を南北に縦断する地下新線の全通により、南部・北部の直通運転が行われている。

B線の路線図

## 路線
A線と同様にB線も歴史的経緯からパリ交通公団（RATP）とフランス国鉄（SNCF）の2者が運行にあたっている。
- 北方はSNCF
  - B3はパリ＝シャルル・ド・ゴール空港からオルネー・スー・ボワでB5をあわせ、パリ北駅へ。
  - B5はミトリー・クレイ (Mitry-Claye) からオルネー・スー・ボワでB3と合流。
- 市内はRATP
  - パリ北駅でD線と合流し、線路を共用してシャトレ・レ・アルでD線を分け、セーヌ川をトンネルで越えて左岸のサン・ミシェル・ノートルダムでC線と接続、リュクサンブールからソー線に入る。
- 南方もRATP
  - B2はブール・ラ・レーヌ (Bourg la Reine) でB4を分岐し、ソー (Sceaux) を経由してロバンソン (Robinson) へ至る。
  - B4はブール・ラ・レーヌからアントニー (Antony) でオルリー空港へのオルリーヴァルに連絡し、マッシー・パレゾー (Massy-Palaiseau) でC2とC8に連絡、サン＝レミ＝レ＝シュヴルーズに至る。

## 駅一覧
| 駅名                                   | ゾーン | 所在地                                   | 所在地                                   | 接続                                                                           |
| -------------------------------------- | ------ | ---------------------------------------- | ---------------------------------------- | ------------------------------------------------------------------------------ |
| B3 シャルル・ド・ゴール空港            |        |                                          |                                          |                                                                                |
| シャルル・ド・ゴール空港第2TGV駅       | 5      | ル・メニル＝アムロ                       | ル・メニル＝アムロ                       | CDGVal Roissybus SNCF：TGV                                                     |
| シャルル・ド・ゴール空港第1駅          | 5      | トランブレ＝アン＝フランス               | トランブレ＝アン＝フランス               | CDGVal Roissybus                                                               |
| パルク＝デ＝エクスポジション駅         | 4      | ヴィルパント                             | ヴィルパント                             |                                                                                |
| ヴィルパント駅                         | 4      | ヴィルパント                             | ヴィルパント                             |                                                                                |
| スヴラン＝ボードット駅                 | 4      | スヴラン                                 | スヴラン                                 |                                                                                |
| (オルネー・スー・ボワ駅)               |        |                                          |                                          |                                                                                |
| B5 ミトリー＝モリ                      |        |                                          |                                          |                                                                                |
| ミトリー＝クレイ駅                     | 5      | ミトリー＝モリー、クレー＝スイイ         | ミトリー＝モリー、クレー＝スイイ         | SNCF：トランジリアンK線、TER                                                   |
| ヴィルパリジ＝ミトリー＝ル＝ヌフ駅     | 5      | ミトリー＝モリー                         | ミトリー＝モリー                         |                                                                                |
| ヴェール＝ガラント駅                   | 4      | ヴィルパント、トランブレ＝アン＝フランス | ヴィルパント、トランブレ＝アン＝フランス |                                                                                |
| スヴラン＝リヴリー駅                   | 4      | スヴラン                                 | スヴラン                                 |                                                                                |
| (オルネー・スー・ボワ駅)               |        |                                          |                                          |                                                                                |
| 合流                                   |        |                                          |                                          |                                                                                |
| オルネー・スー・ボワ駅                 | 4      | オルネー・スー・ボワ                     | オルネー・スー・ボワ                     | SNCF：トランジリアンK線 トラム：■4号線                                         |
| ル・ブラン＝メニル駅                   | 3      | ル・ブラン＝メニル                       | ル・ブラン＝メニル                       |                                                                                |
| ドランシ駅                             | 3      | ドランシ                                 | ドランシ                                 |                                                                                |
| ル・ブルジェ駅                         | 3      | ル・ブルジェ                             | ル・ブルジェ                             |                                                                                |
| ラ・クールヌーヴ＝オーベルヴィリエ駅   | 3      | ラ・クールヌーヴ                         | ラ・クールヌーヴ                         |                                                                                |
| ラ・プレンヌ＝スタッド・ド・フランス駅 | 2      | サン＝ドニ                               | サン＝ドニ                               |                                                                                |
| パリ北駅                               | 1      | パリ                                     | 10区                                     | メトロ：■2号線、■4号線、■5号線 ■D線、■E線 SNCF：TGV、ユーロスター、タリス、TER |
| シャトレ＝レ・アル駅                   | 1      | パリ                                     | 1区                                      | メトロ：■1号線、■4号線、■7号線、■11号線、■14号線 RER：■A線、■D線               |
| サン・ミシェル＝ノートルダム駅         | 1      | パリ                                     | 4区、5区、6区                            | メトロ：■4号線、■10号線 RER：■C線                                              |
| リュクサンブール駅                     | 1      | パリ                                     | 5区、6区                                 |                                                                                |
| ポール＝ロワイヤル駅                   | 1      | パリ                                     | 5区、6区                                 |                                                                                |
| ダンフェール＝ロシュロー駅             | 1      | パリ                                     | 14区                                     | メトロ：■4号線、■6号線                                                         |
| シテ・ユニヴェルシテール駅             | 1      | パリ                                     | 14区                                     | トラム：■3号線                                                                 |
| ジャンティイ駅                         | 2      | ジャンティイ                             | ジャンティイ                             |                                                                                |
| ラプラス駅                             | 2      | アルクイユ                               | アルクイユ                               |                                                                                |
| アルクイユ＝カシャン駅                 | 3      | カシャン                                 | カシャン                                 |                                                                                |
| バニュー駅                             | 3      | カシャン                                 | カシャン                                 |                                                                                |
| ブール・ラ・レーヌ駅                   | 3      | ブール・ラ・レーヌ                       | ブール・ラ・レーヌ                       |                                                                                |
| B2 ロバンソン                          |        |                                          |                                          |                                                                                |
| (ブール・ラ・レーヌ駅)                 |        |                                          |                                          |                                                                                |
| ソー駅                                 | 3      | ソー                                     | ソー                                     |                                                                                |
| フォントネー＝オー＝ローズ駅           | 3      | フォントネー＝オー＝ローズ               | フォントネー＝オー＝ローズ               |                                                                                |
| ロバンソン駅                           | 3      | ソー                                     | ソー                                     |                                                                                |
| B4 サン＝レミ＝レ＝シュヴルーズ        |        |                                          |                                          |                                                                                |
| (ブール・ラ・レーヌ駅)                 |        |                                          |                                          |                                                                                |
| パーク＝デ＝ソー駅                     | 3      | ソー、アントニー                         | ソー、アントニー                         |                                                                                |
| ラ・クルワ＝ドゥ＝ベルニー駅           | 3      | アントニー                               | アントニー                               |                                                                                |
| アントニー駅                           | 3      | アントニー                               | アントニー                               | オルリーヴァル                                                                 |
| フォンテヌ＝ミチャロン駅               | 4      | アントニー                               | アントニー                               |                                                                                |
| レ・バコネ駅                           | 4      | アントニー                               | アントニー                               |                                                                                |
| マッシー＝ヴェリエール駅               | 4      | マッシー、ヴェリュエール＝ル＝ビュイソン | マッシー、ヴェリュエール＝ル＝ビュイソン | RER：■C線                                                                      |
| マッシー＝パレゾー駅                   | 4      | マッシー、パレゾー                       | マッシー、パレゾー                       | RER：■C線 SNCF：TGV                                                            |
| パレゾー駅                             | 4      | パレゾー                                 | パレゾー                                 |                                                                                |
| パレゾー＝ヴィルボン駅                 | 4      | パレゾー                                 | パレゾー                                 |                                                                                |
| ロゼール駅                             | 4      | パレゾー                                 | パレゾー                                 |                                                                                |
| ギシェ                                 | 5      | オルセー                                 | オルセー                                 |                                                                                |
| オルセー＝ヴィーユ駅                   | 5      | オルセー                                 | オルセー                                 |                                                                                |
| ビュール＝シュリヴェット駅             | 5      | ビュール＝シュリヴェット                 | ビュール＝シュリヴェット                 |                                                                                |
| ラ・ハキニエール駅                     | 5      | ビュール＝シュリヴェット                 | ビュール＝シュリヴェット                 |                                                                                |
| ジフ＝シュル＝イヴェット駅             | 5      | ジフ＝シュル＝イヴェット                 | ジフ＝シュル＝イヴェット                 |                                                                                |
| クーセル＝シュル＝イヴェット駅         | 5      | ジフ＝シュル＝イヴェット                 | ジフ＝シュル＝イヴェット                 |                                                                                |
| サン＝レミ＝レ＝シュヴルーズ駅         | 5      | サン＝レミ＝レ＝シュヴルーズ             | サン＝レミ＝レ＝シュヴルーズ             |                                                                                |

## 運行
2014年1月現在、
平日昼間時・土休日は
- CDG−（無停車）−パリ北−（各駅停車）−マッシー・パレゾー: 15分毎
- CDG−（各駅停車）−パリ北−（快速）−マッシー・パレゾー−（各駅停車）-サン・レミ: 15分毎
- ミトリー・クレイ−（各駅停車）−パリ北−（各駅停車）−ロバンソン: 15分毎

平日ラッシュ時には、南郊部で複数の停車パターンを持つ急行が運転される。

## 車輌

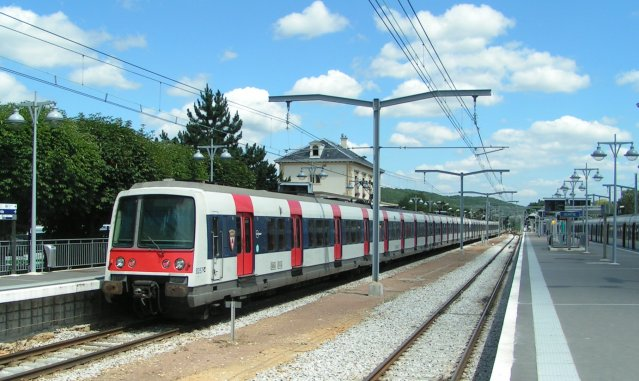
RERの車両

1979年就役の単一系列が運行にあたっている。MI79はRATPの系列名で31編成はMI79A、38編成はMI79B、SNCFでの系列名はZ8100で50編成。A線と同じようにRATP区間は直流1500V、SNCF区間は交流25000Vの異電源なので交直両用車両である。1998年には改良型のMI84系が投入された。
2024年以降にMI20に順次置き換えられる予定である。

## その他
パリ北駅とシャトレ・レ・アルの間はRER D線と線路を共用していて、ラッシュのピーク時1時間では一方向当たり33本の列車が運行され、世界の都市鉄道で最も列車密度が高い区間の1つとされる。
フランスレイルパスではパリ北 - CDG2間のみ利用できる。RER全体でも同区間のみである。